# Інтеракція
Інтеракція (від англ. interaction < лат. inter + activus — діючий) — безпосередня міжособистісна взаємодія («обмін символами»), найважливішою особливістю котрої визнається здатність людини «приймати на себе роль іншої».

## Теоріясимволічного інтеракціонізму
Сформулював її американський філософ і соціолог Джордж Мід (1863—1931), який заперечував, що поведінка людей — це пасивна реакція на винагороду чи покарання. Розглядаючи вчинки людини як соціальну поведінку, засновану на комунікації, в якій вона реагує не тільки на дії, але й на наміри інших людей, Мід виділив два типи дій: значущі й незначущі. Для усвідомлення мотивів дії людини слід уявити себе в її ролі. Значущі події набувають символічного значення, коли поняття, дія чи предмет символізують або виражають зміст іншого поняття, дії або предмета. А взаємодія між людьми є безперервним діалогом, у процесі якого вони спостерігають, осмислюють наміри один одного та реагують на них.[джерело?]

## Етнометодологія
Вона тісно пов'язана з теорією символічного інтеракціонізму. Згідно з нею найважливішим чинником міжособистісної комунікації є прийняті на віру правила, що регулюють взаємодію між людьми. Конкретні стереотипи впливають на інших людей незалежно від того, якого значення вони їм надають. Так у контексті соціальних структур (наприклад, структури влади) формуються договірні значення.

## Теорія драматичного підходу
В її основі принципи управління враженнями у соціальній взаємодії. Розглядає соціальні ситуації як мініатюрні драматичні спектаклі: люди діють подібно до акторів на сцені, створюючи певне враження. Її автор Ервінг Гоффман виходив з того, що люди самі створюють ситуації, щоб виразити символічні значення, за допомогою яких вони справляють гарне враження на інших.

## Теорія соціальної дії
Один із засновників її Толкотт Парсонс вважав, що орієнтації діяльного індивіда мають дві моделі модифікації: мотиваційну і ціннісну. Мотиваційна спрямована на бажання і плани індивіда, а значить, на задоволення або незадоволення його потреб. Ціннісна орієнтація належить до тих аспектів орієнтації особи, що зв'язують її з дотриманням певних норм і стандартів. Для Парсонса саме норма забезпечує досягнення мети індивіда, який, орієнтуючись на неї, оцінює вчинки та очікування іншого індивіда. Важливим при цьому є механізм включення індивідуальної діяльності в суспільство під впливом нормативного характеру орієнтації дії. Суть такої нормативності полягає у відповідності очікувань і дій індивіда очікуванням і діям оточуючих людей, у спрямуванні його поведінки на відповідність груповим нормам. Ця відповідність досягається мотиваційною інтеграцією, що виникає внаслідок набуття особистістю певних ціннісних якостей, якими характеризується групова свідомість.